# Roosdaal
Roosdaal és un municipi belga de la província de Brabant Flamenc a la regió de Flandes. Està compost per les seccions de Borchtlombeek, Onze-Lieve-Vrouw-Lombeek, Pamel i Strijtem.

## Llista de burgmestres
| Període   | Nom                           | Naixement/mort | Partit    |
| --------- | ----------------------------- | -------------- | --------- |
| 1965-1982 | Karel van Cauwelaert de Weyls | 1905-1987      | CVP       |
| 1982-1991 | Rik Van Saene                 | 1929-1991      | CVP       |
| 1991-2006 | Joseph Cooman                 | 1933-          | CVP- CD&V |
| 2007-     | Christine Hemerijckx          | 1965-          | CD&V      |